# Titularbistum Hyllarima
Hyllarima  (ital.: Illarima) ist ein Titularbistum der römisch-katholischen Kirche.
Es geht zurück auf einen untergegangenen Bischofssitz in der antiken Stadt Kidrama in der kleinasiatischen Landschaft Karien im Westen der heutigen Türkei. Der Bischofssitz war der Kirchenprovinz Stauropolis zugeordnet.
| Titularbischöfe von Hyllarima |                            |                                                  |                  |                   |
| Nr.                           | Name                       | Amt                                              | von              | bis               |
| 1                             | Pierre François Lehaen SDB | Apostolischer Vikar von Sakania (Belgisch-Kongo) | 12. Februar 1959 | 10. November 1959 |
| 2                             | Stefan Bareła              | Weihbischof in Częstochowa (Polen)               | 26. Oktober 1960 | 17. Januar 1964   |